# Reserva (Paraná)
Reserva es un municipio brasileño del estado de Paraná. Posee un área es de 1.635 km² representando 0,8203 % del estado, 0,2901 % de la región y 0,0192 % de todo el territorio brasileño. Se localiza a una latitud 24°39'00" sur y a una longitud 50°51'03" oeste, estando a una altitud de 938 m. Su población estimada en 2010 es de 25.156 habitantes.

## Etimología
De origen geográfico, en referencia la antigua reserva indígena existente donde se localiza la sede municipal. Posteriormente a la ocupación del municipio la reserva fue transferida de lugar.

## Clima
Subtropical Húmedo Mesotérmico
Temperatura Media
- Veranos frescos (temperatura media inferior a 22 °C).
- Inviernos con frecuencias de heladas severas y una temperatura media inferior a los 18 °C sin estación de sequía.

### Demografía
Datos del Censo - 2008
Población total: 25.977
- Urbana: 12.611
- Rural: 14.366
- Hombres: 13.917
- Mujeres: 13.060

Índice de Desarrollo Humano (IDH-M): 0,646
- IDH-M Salario: 0,603
- IDH-M Longevidad: 0,632
- IDH-M Educación: 0,702

## Administración (2009/2012)
- Prefecto: Frederico Bittencourt Hornung (Nieto)
- Viceprefecto: Aleixo Lopata
- Presidente de la cámara de concejales: Orlei Ferreira